# 四川广播电视台新闻频道
四川广播电视台新闻频道，是四川广播电视台所拥有的一条电视频道，是一個全天候專業播送新聞、評論、訪談的電視頻道。
原为四川有線電視台新聞綜合頻道:186，2001年7月，四川电视台与四川有线电视台实质合并，并保留“四川电视台”呼号，2004年，四川电视台新闻综合频道改为四川电视台新闻资讯频道:187。

## 主要节目
- 《早安四川》：每天7:00-8:00（前半小时与四川卫视联播）
- 《现场快报》：每天9:30-10:00、10:30-11:00、14:30-15:00、15:30-16:00、17:40-18:00
- 《1200新闻现场》：每天12:00-13:00
- 《1800新闻现场》：每天18:00-19:50
- 《黄金30分》：每天19:50-20:30（周日为《非常话题》）
- 《全媒直播间》：周一至周五20:30-22:30、周六及周日20:30-21:30
- 《晚报十点半》：每天22:30-23:58

## 主持人
雷宇、敬思秋等

## 高清开播
2018年9月26日，四川电视台新闻资讯频道开始高清播出。

## 播出事故
2019年7月27日晚，该频道播出记者暗访一家按摩店可能存在色情服务的问题，但有观众发现记者在店内拍摄的镜头中有未做任何处理的男性性器官出现。7月29日，该频道就此事发表致歉声明，并将相关责任人停职。